# Quyền LGBT ở Nicaragua
Quyền đồng tính nữ, đồng tính nam, song tính và chuyển giới Nicaragua có thể phải đối mặt với những thách thức pháp lý mà những người không LGBT không gặp phải.  Cả nam và nữ hoạt động tình dục đồng giới đều hợp pháp trong Nicaragua. Phân biệt đối xử dựa trên khuynh hướng tình dục bị cấm ở một số khu vực nhất định, bao gồm cả việc làm và tiếp cận các dịch vụ y tế.
Theo nhóm LGBT Nicaragua Movimiento de la Diversidad Sexual (Phong trào đa dạng về tình dục), có khoảng 600.000 người đồng tính sống ở Nicaragua.

## Công nhận mối quan hệ đồng giới

Luật đồng tính luyến ái ở Trung Mỹ và quần đảo Caribbean
Hôn nhân đồng giới
Loại hình hợp tác khác
Sống chung không đăng ký
Hôn nhân đồng giới nước ngoài được công nhận
Không có sự công nhận của các cặp đồng giới
Hiến pháp giới hạn hôn nhân với các cặp đôi khác giới
Hoạt động tình dục đồng giới bất hợp pháp nhưng không được thực thi
Hoạt động tình dục đồng giới chỉ bất hợp pháp đối với nam giới
Hoạt động tình dục đồng giới bất hợp pháp đối với nam và nữ

Các cặp đồng giới và hộ gia đình do các cặp đồng giới đứng đầu không đủ điều kiện nhận các lợi ích và biện pháp bảo vệ pháp lý tương tự đối với các cặp vợ chồng khác giới.
Vào tháng 6 năm 2014, Đại hội Nicaragua đã phê chuẩn một bộ luật gia đình sửa đổi nhằm hạn chế hôn nhân, quan hệ đối tác và nhận con nuôi cho các cặp vợ chồng dị tính. Vào ngày 8 tháng 4 năm 2015, Bộ luật Gia đình mới của Nicaragua có hiệu lực. Một số tổ chức đã đệ trình một hành động vi hiến đối với Bộ luật Gia đình.

## Bảng tóm tắt
| Hoạt động tình dục đồng giới hợp pháp                               | (Từ năm 2008) |
| Độ tuổi đồng ý                                                      | (Từ năm 2008) |
| Luật chống phân biệt đối xử trong việc làm                          | (Từ năm 2008) |
| Luật chống phân biệt đối xử trong giáo dục                          | No            |
| Luật chống phân biệt đối xử trong việc cung cấp hàng hóa và dịch vụ | No            |
| Luật chống phân biệt đối xử trong các lĩnh vực khác (sức khỏe)      | (Từ năm 2014) |
| Luật tội ác căm thù bao gồm xu hướng tình dục                       | (Từ năm 2008) |
| Hôn nhân đồng giới                                                  | No            |
| Công nhận các cặp đồng giới                                         | No            |
| Con nuôi của các cặp vợ chồng đồng giới                             | No            |
| Con nuôi chung của các cặp đồng giới                                | No            |
| Người LGBT được phép phục vụ công khai trong quân đội               | No            |
| Quyền thay đổi giới tính hợp pháp                                   | No            |
| Liệu pháp chuyển đổi bị cấm ở trẻ vị thành niên                     | No            |
| Truy cập IVF cho đồng tính nữ                                       | No            |
| Mang thai hộ thương mại cho các cặp đồng tính nam                   | No            |
| NQHN được phép hiến máu                                             | No            |